# Charles Vélain
Charles Vélain (Château-Thierry, 16 mai 1845 - Paris, 5 juin 1925) est un géologue et géographe français. 

## Biographie
Né dans l'Aisne à Château-Thierry le 16 mai 1845, fils de pharmacien, il suit d'abord des études de pharmacie et l'internat à l'hôpital Necker. Il entre ensuite comme préparateur de géologie à la Faculté des sciences de Paris où il devient maître de conférences (1877), puis professeur suppléant (1888). En 1886, il crée un nouvel enseignement, la géographie physique. Une chaire d'enseignement de cette nouvelle matière est créée dont il devient le premier titulaire en 1892 et à laquelle il adosse un laboratoire de recherche. Il participe à partir de 1876, avec le titre de collaborateur principal, au service de la Carte géologique de la France au 80.000e, pour laquelle il a été chargé, d'abord du Morvan, puis des Vosges. Il participe également à l'édition de la Grande Encyclopédie.
Charles Vélain a accompli plusieurs missions dans le monde dont : 
- la route septentrionale d'Afrique, du Maroc à la Tunisie (1872-73),
- les îles Saint-Paul et Amsterdam, dans l'océan Indien (1874-75) accompagnant une mission astronomique chargée d'étudier l'éclipse de Vénus. Au cours de cette mission, il rapportera en France divers spécimens[3], dont un des premiers spécimens de calmar géant, trouvé échoué sur l'île Saint-Paul[2].
- l'île de Pâques.

Il publiera de très nombreux travaux sur la géologie, la pétrographie et la géographie physique et devient un des meilleurs spécialiste de l'époque sur la géologie liée au volcanisme. Il a été l'un des collaborateurs de la Grande Encyclopédie. ( E.-D. Grand). Il reçoit le prix Delalande-Guérineau de l'Académie des sciences en 1877.

## Hommages
Un timbre a son effigie, gravé par Jacky Larrivière, a été tiré en 100 000 exemplaires en janvier 2006 par la poste française. Une montagne, le Mont Charles Vélain, porte son nom sur la presqu'île Rallier du Baty au sud-ouest des îles Kerguelen.

## Publications (sélection)
- Illustration du cratère de l'île Saint Paul lors du passage de l'expédition par Charles VélainDescription géologique de la presqu'île d'Aden, de l'île de la Réunion, des îles Saint-Paul et Amsterdam, Paris, A. Hennuyer, 1878, IV-360 p. (lire en ligne) (édition de sa thèse de doctorat).
- Les Volcans, ce qu'ils sont, ce qu'ils nous apprennent, Paris, Gauthier-Villars, 1884, 128 p..

Illustration du cratère de l'île Saint Paul lors du passage de l'expédition par Charles Vélain

- Le dolmen des Beni-Snassen (Maroc), Paris, E. Leroux, 1885, 7 p. (lire en ligne) (tiré-à-part de la Revue d'ethnographie).
- Les Tremblements de terre, leurs effets et leurs causes, Paris, Bureau des deux Revues, 1887, 65 p..
- Conférences de pétrographie, Paris, Georges Carré, coll. « Cours de la Faculté des sciences de Paris » (no 6), 1889, XVII-108 p. (lire en ligne).
- Cours élémentaire de géologie stratigraphique, Paris, F. Savy, 1892, 4e éd. (1re éd. 1887), 572 p. (lire en ligne).